# Ptinidae
Ptinidae là một họ bọ cánh cứng với ít nhất 220 chi và 2.200 loài được mô tả trên toàn thế giới. Các loài bọ này có thân tròn, chân dài thon thả, và cánh thiếu. Chúng thường là 1–5 mm dài. Cả ấu trùng và những con trưởng thànhlà loài ăn xác thối. Chúng sinh sản ở tỷ lệ 2-3 thế hệ mỗi năm.
Trước đây, họ này cùng với họ Anobiidae là hai họ riêng biệt. Tuy nhiên, các tài liệu gần đây đã xếp chúng cùng với nhau và hạ thành phân họ Anobiinae trong họ Ptinidae.

## Phân họ

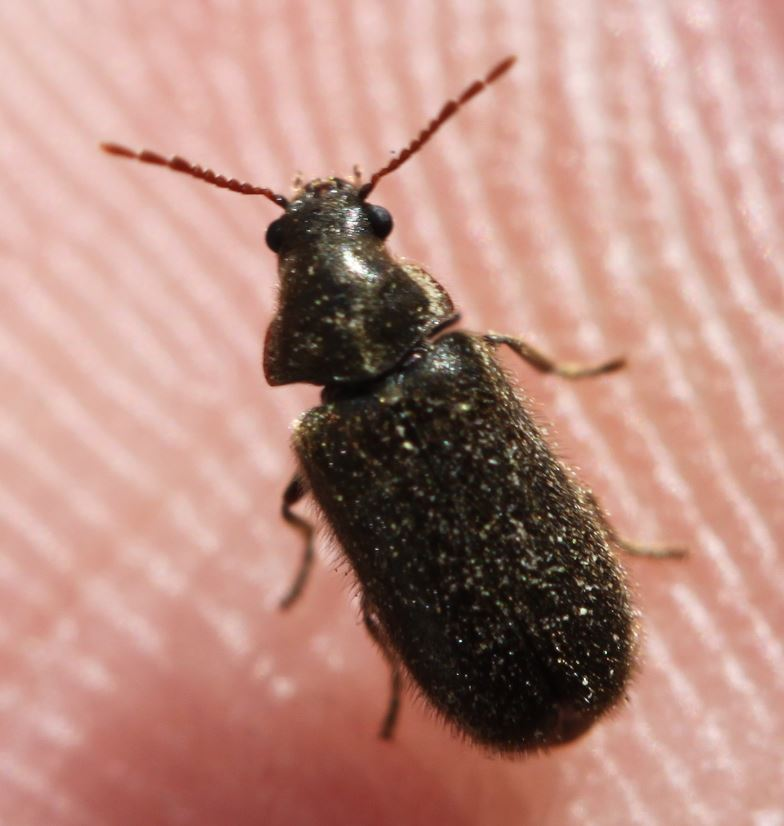
Xestobium plumbeum

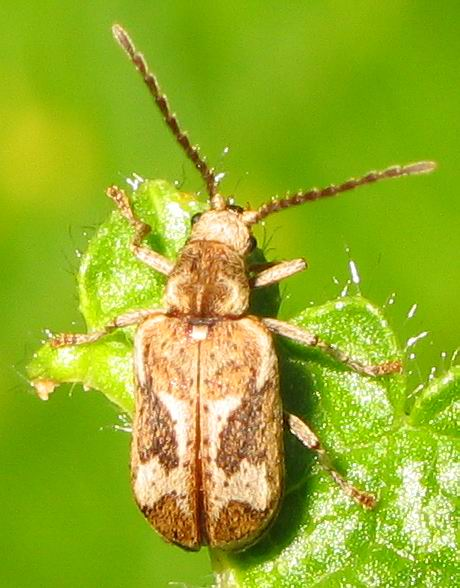
Hedobia imperialis

- Alvarenganiellinae Viana and Martínez, 1971
- Anobiinae Fleming, 1821
- Dorcatominae C. G. Thomson, 1859
- Dryophilinae LeConte, 1861
- Ernobiinae Pic, 1912
- Eucradinae LeConte, 1861
- Mesocoelopodinae Mulsant & Rey, 1864
- Ptilininae Shuckard, 1840
- Ptininae Latreille, 1802
- Xyletininae Gistel, 1856